# Расмус Вікстрем
Расмус Ерік Вікстрем (швед. Rasmus Erik Wikström, нар. 18 березня 2001, Гетеборг, Швеція) — шведський футболіст, центральний захисник клубу «Ельфсборг».

## Ігрова кар'єра

### Клубна
Расмус Вікстрем є вихованцем клубної академії «Гетеборга». В грудні 2018 року футболіст підписав з клубом перший професійний контракт на три роки і в липні 2019 року дебютував в першій команді в чемпіонаті Швеції. В серпні того року Расмус отримав травму хрестоподібних зв'язок і був змушений пропустити залишок сезону. Після відновлення, в березні 2021 року Вікстрем був відправлений в оренду до клубу Супереттан «Ескільстуна».
Вже влітку 2021 року Вікстрем перебрався до сусідньої Данії, де приєднався до клубу «Брондбю», з яким підписав контракт на чотири роки. Але в основі «Брондбю» футболіст провів лише одну гру і в подальшому, не маючи місця в основному складі, був відданий в оренду до клубу Першого дивізіону «Сеннер'юск».
Після завершення сезону в Данії Вікстрем повернувся до Швеції до клубу Аллсвенскан «М'єльбю». Провівши в клубі півтора сезону, в січні 2025 року захисник перейшов до «Ельфсборга». Контракт з клубом підписаний до грудня 2029 року.

### Збірна
З 2017 року Расмус Вікстрем грав за юнацькі збірні Швеції.

## Титули
Гетеборг
 Переможець Кубок Швеції: 2019/20